# Horner Park

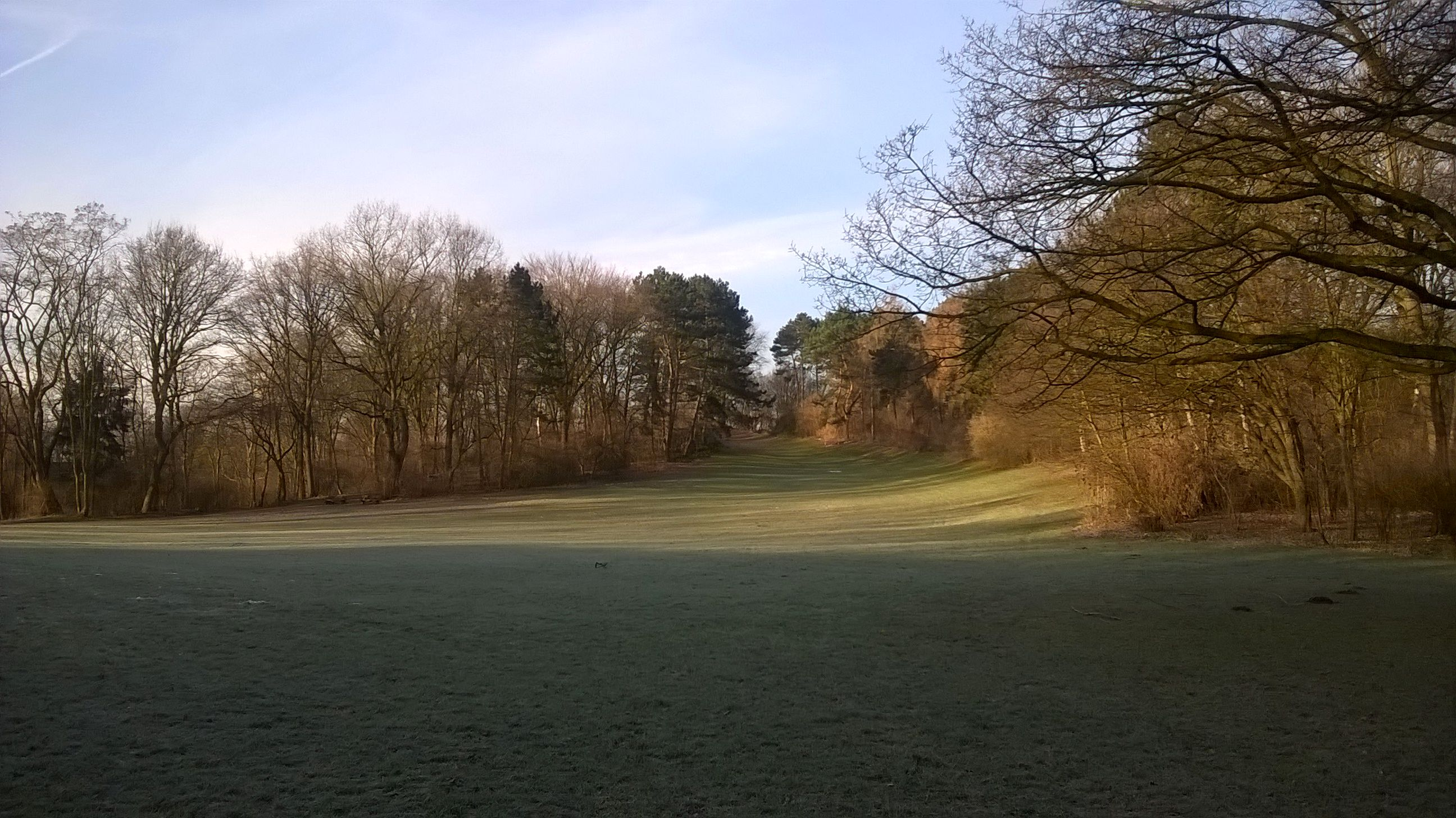
Horner Park im Februar 2018

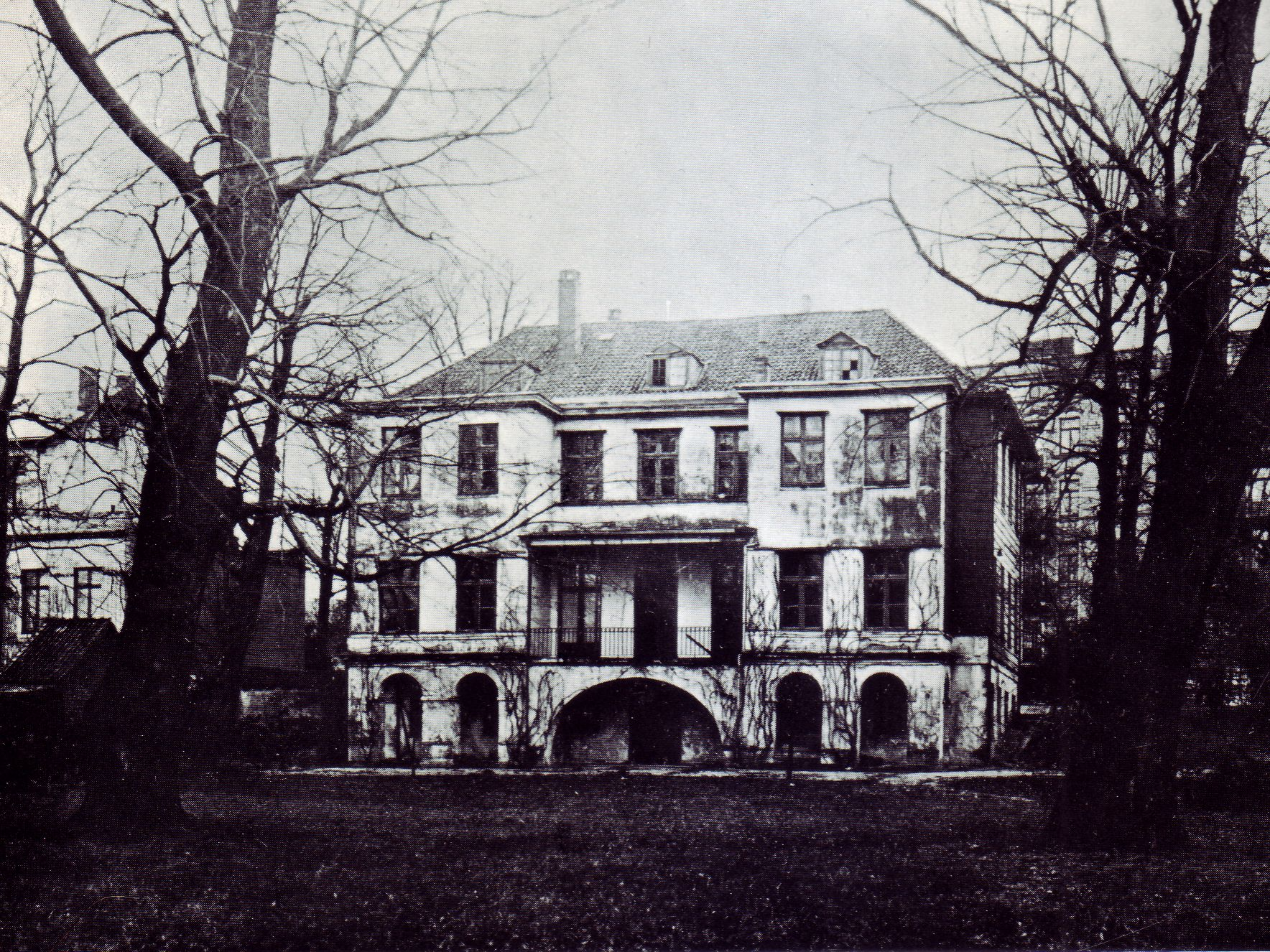
Landhaus Horner Landstraße 246 um 1900 (Gartenansicht)

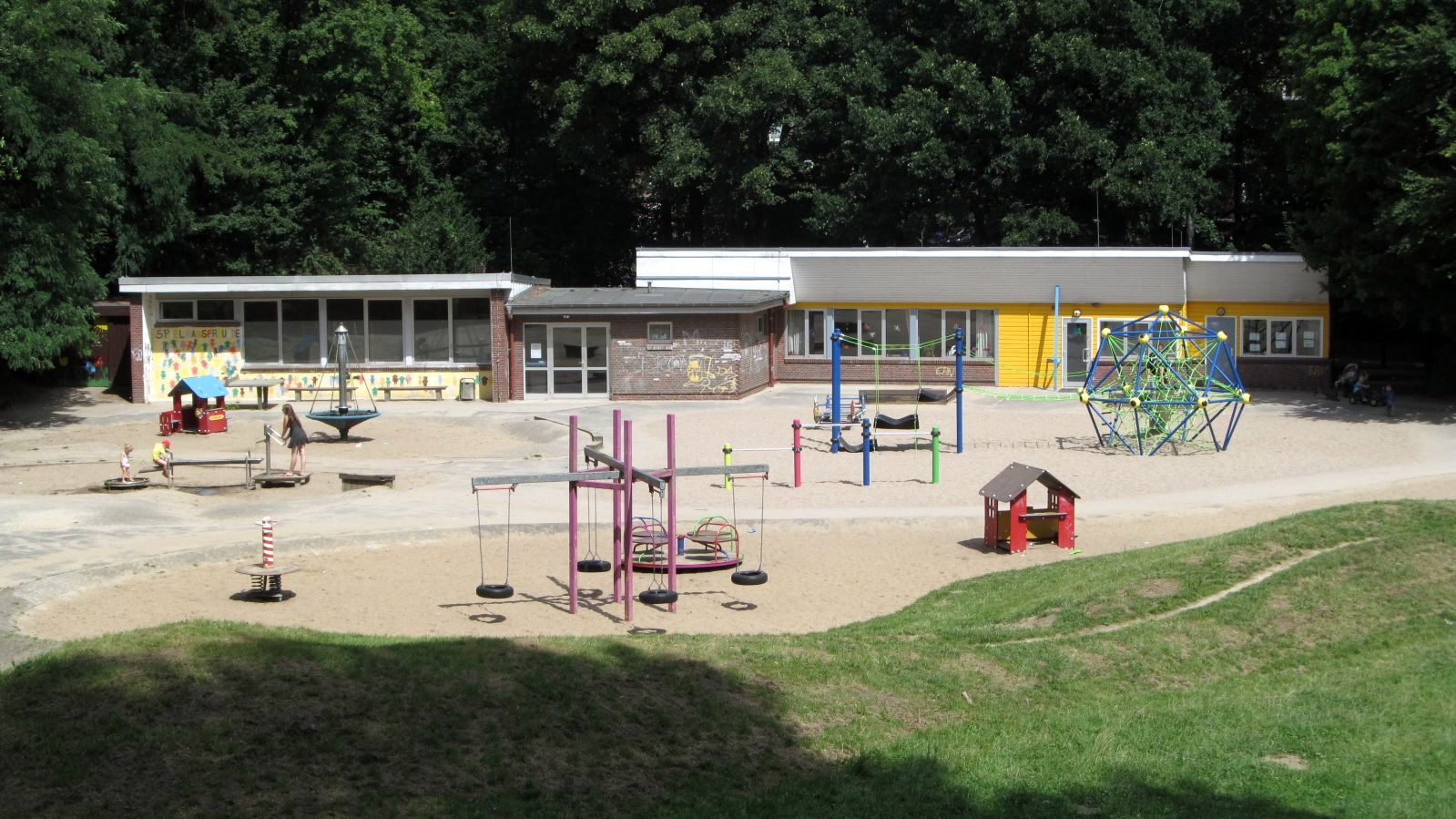
Spielplatz mit Spielhaus

Der Horner Park ist eine ca. sechs Hektar große öffentliche Grünanlage im Hamburger Stadtteil Horn. Wie viele andere Parks in Hamburg geht auch dieser auf einen früheren Privatgarten zurück, dessen Anfänge sich bis ins 17. Jahrhundert zurückverfolgen lassen.
Im Gegensatz zum benachbarten Blohms Park liegt der Horner Park nicht auf dem Geesthang, sondern südlich der Horner Landstraße in der tiefer gelegenen Marsch. Im Süden und Osten wird er durch die Bergedorfer Straße (B 5) sowie die Straße „Horner Rampe“ (Ring 2) begrenzt. Der Park besteht heute aus weitläufigen Wiesenflächen, die von Bäumen flankiert sind, einem Kinderspielplatz samt Spielhaus (eröffnet 1956) sowie Grill- und Sportmöglichkeiten.

## Geschichte
Das Areal gehörte seit Ende des 18. Jahrhunderts der Hamburger Kaufmannsfamilie Duncker, die hier von dem Architekten Johann August Arens ein repräsentatives Landhaus errichten ließ. Die Familie Duncker war in der Reederei- und Versicherungsbranche aktiv. 1929 wurde der Dunckersweg in Horn nach der Familie benannt. Anfangs nur als Sommerhaus genutzt, wurde es spätestens nach dem Ende der Franzosenzeit zum ständigen Wohnsitz der Familie ausgebaut. Nach mehreren Besitzerwechseln (darunter der Bankier Georg Heinrich Kaemmerer) gelangte das Grundstück 1909 in den Besitz der Stadt Hamburg, die es zunächst als Bauland ausweisen wollte und daher alle Nebengebäude abreißen ließ. Nach Protesten aus der Anwohnerschaft wurde dieser Plan jedoch fallen gelassen und das Gelände zu einem öffentlichen Park umgestaltet. Das ehemalige Landhaus wurde als eines der ersten seiner Art unter Denkmalschutz gestellt und unter anderem als Polizeiwache genutzt. Im Zweiten Weltkrieg wurde es bei den großen Luftangriffen auf Hamburg im Sommer 1943 durch Bomben völlig zerstört. Nach Kriegsende wurde der Park mit Trümmerschutt aus der Umgebung aufgefüllt und im Südwesten zu einem bis zu 21 Meter hoch aufragenden „Rodelberg“ aufgeschüttet.